# Archiatrus
Archiatrus – archiater (görögül ἀρχιατρός „főorvos“), a vezető orvos – különösen a császári udvarnál – ókori latin nyelvű megnevezése volt.
A görög alak először egy Kr.e. 2. századból származó déloszi feliraton található, itt VII. Antiokhosz király személyi orvosáról van szó. A római császárság idején legkésőbb a Kr. u. 3. századtól a császári udvari orvosokat hivatalosan is archiatri Palatini néven említették; ezt megelőzően pedig görögül ἀρχιατροί.
Ezt a címet viselték az állami fizetésre is igényt tartó orvosok (archiatri populares), akik az orvosok felügyeletével illetve a leendő orvosok tanításával és vizsgáztatásával is meg voltak bízva, egyfajta orvosi kollégiumban tömörültek (ordo archiatrorum). Ilyen kollégium minden magára valamit is adó ókori római városban volt.